# Kaltes Gießen
Das kalte Gießen ist ein Urformverfahren zur Herstellung von Metallbauteilen in einer nicht temperaturbeständigen Silikonform. Im Unterschied zu anderen Verfahren muss dazu der metallische Werkstoff während der Formgebung nicht geschmolzen werden.

Musterteil Fliege auf Haut auf Holzscheibchen, in einem Stück abgeformt

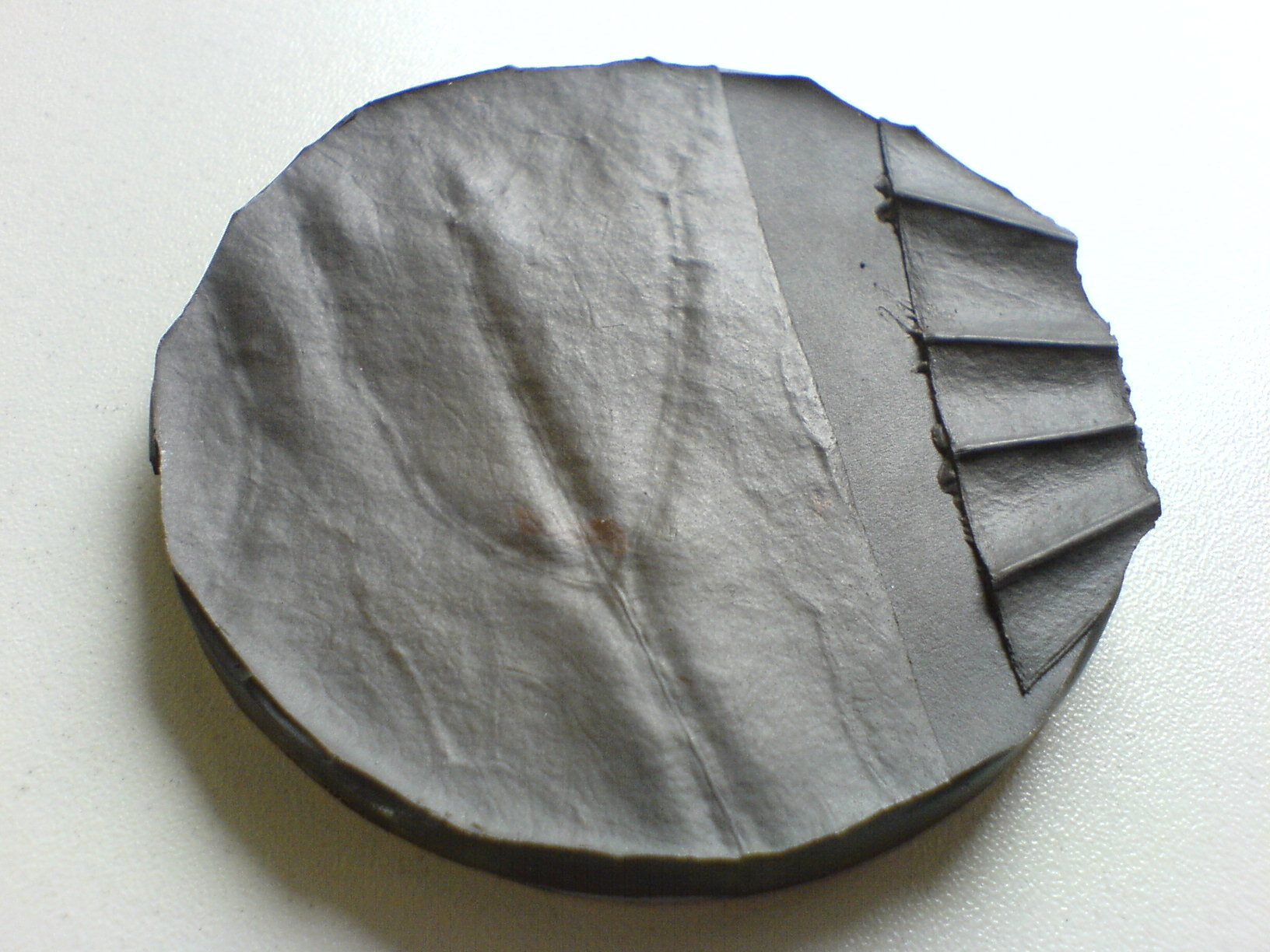
Metall-Lotusblatt mit selbstreinigendem Effekt

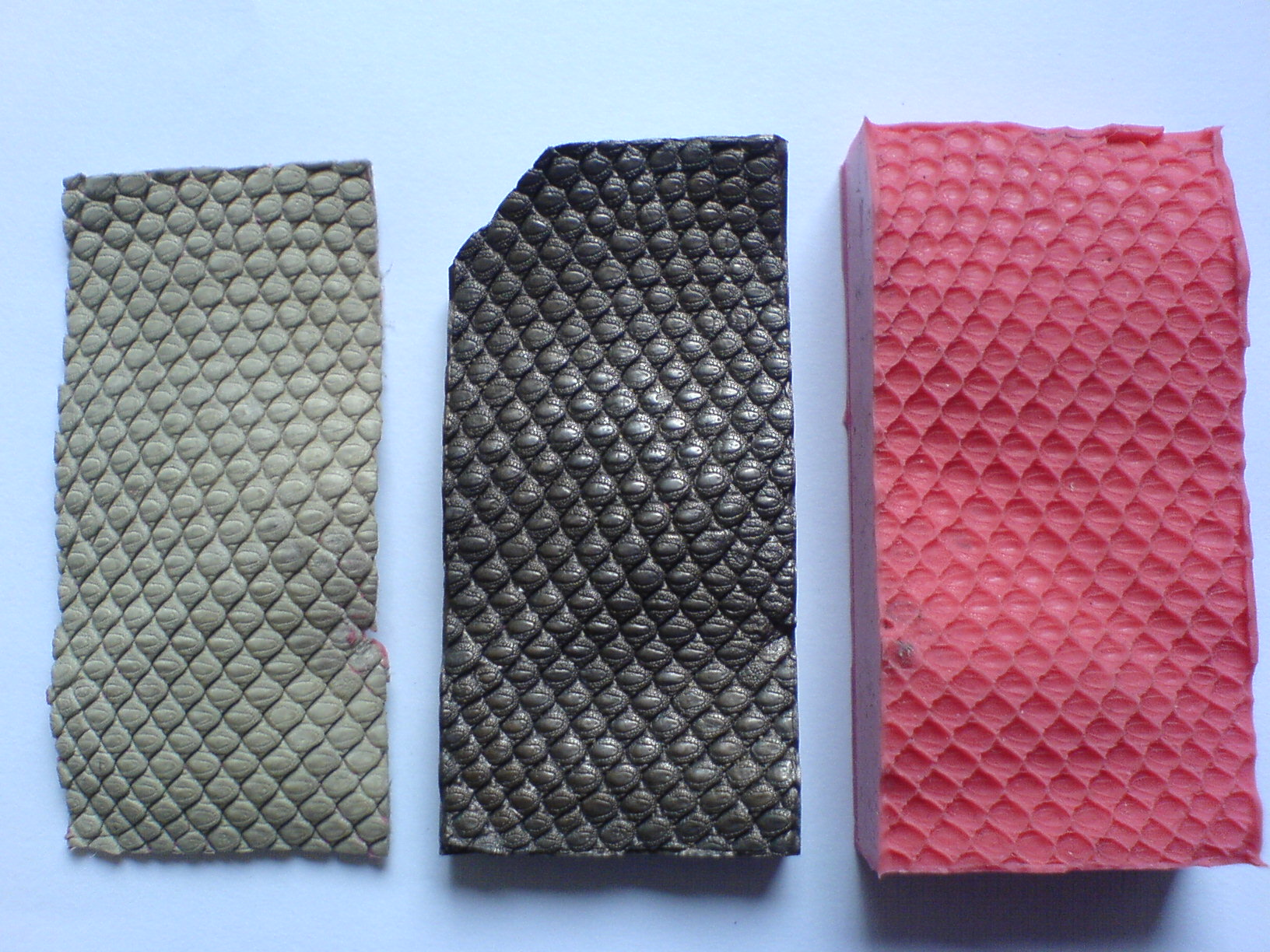
Links: Original, Mitte: Metallteil, Rechts: Silikonabdruck

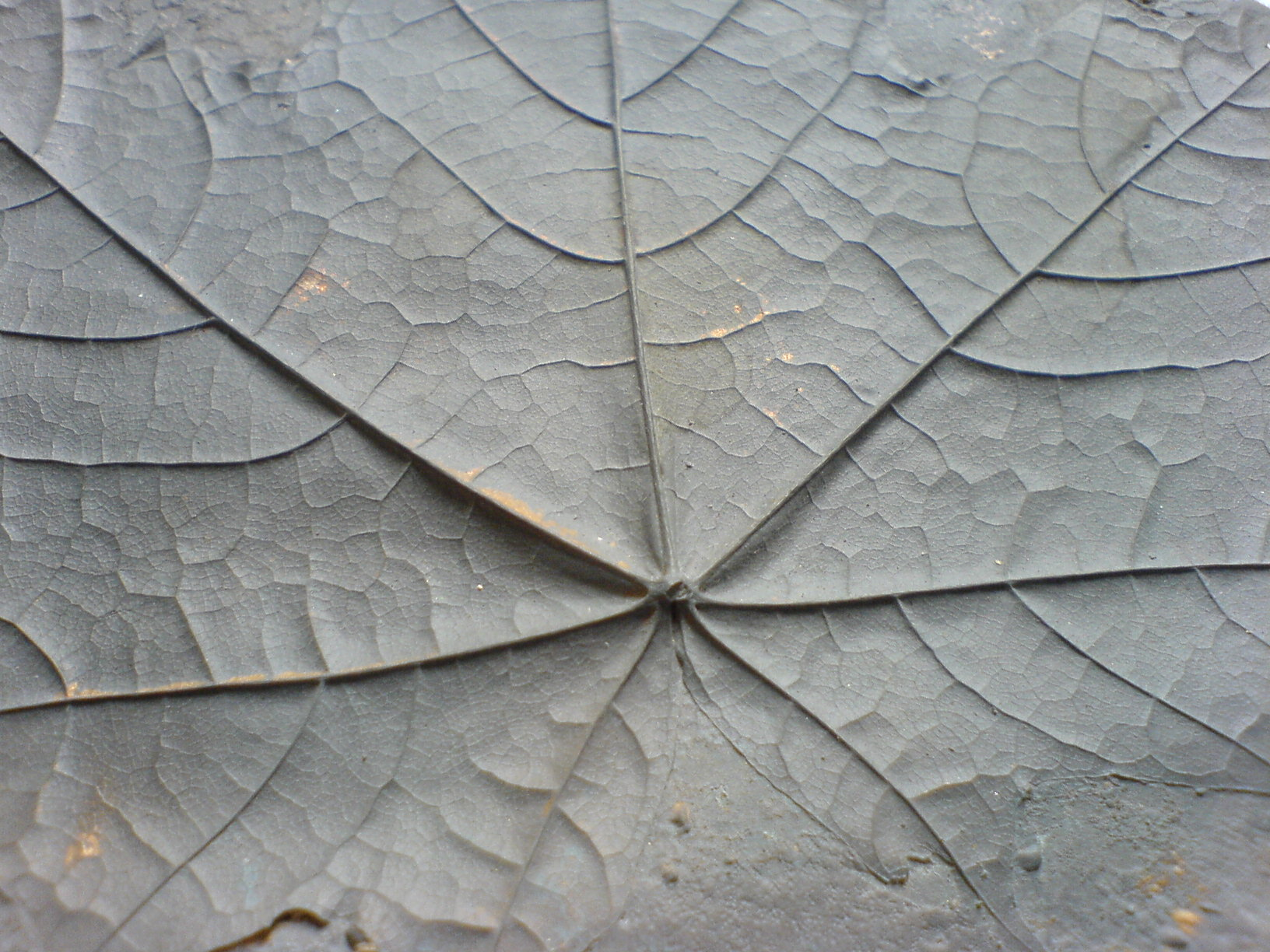
Metall-Ahornblatt

## Anwendungsbereiche
Mit kaltem Gießen ist es möglich, selbst filigrane Strukturen nach beliebigen Vorlagen abzubilden. Die Verwendung von Silikon bietet sich an, da dessen Abbildegenauigkeit hoch und die Formherstellung unkompliziert ist.
Das Verfahren wird hauptsächlich zur Reproduktion von detaillierten natürlichen Oberflächen wie Holz, Leder oder Blattstrukturen – hier wird insbesondere die Reproduktion von Lotusblättern wegen ihrer selbstreinigenden Oberfläche angestrebt – für Spritzgusswerkzeuge, Prägewerkzeuge (s. auch Gaufrieren) oder Vulkanisationswerkzeug genutzt. Die Oberflächen der fertigen Metallteile sind durch eine integrierte Wolframcarbidschicht sehr widerstandsfähig gegen Abnutzung.

## Verfahren
Benötigt wird zur Erstellung der Form nur eine Vorlage, die auch biologischen Ursprungs sein kann. In die Form wird ein Verbund aus Metallpulver und Epoxidharz gegeben. Das Harz härtet aus und gibt dem Körper seine „Grünfestigkeit“. Nach dem Aushärten des Harzes kann der empfindliche Grünling entformt werden.
Anschließend folgt ein Sinter- und Infiltrationsprozess in einem Ofen bei bis zu 1100 °C. Die zunächst durch das Harz zusammengehaltenen Metallstäube versintern bei maximal ein Prozent Schwindung dauerhaft miteinander. Eine störende Geometrieveränderung (Verzug) tritt gelegentlich auf. Die Abmessungen des fertigen Bauteiles werden durch die Schwindung beeinflusst. Dem kann besonders bei technischen Bauteilen konstruktiv durch vergrößern der Maße des Datensatzes entgegengewirkt werden. Die Schwindungswerte sind reproduzierbar, jedoch nur schwer vorauszusagen. Je nach Einsatzgebiet sind mehrfache Prozessdurchläufe nötig, um die gewünschte Maßhaltigkeit zu erreichen. Da die verwendeten Materialien kostenintensiv sind und ein Durchlauf bis zu einer Woche dauern kann, leidet hier die Wirtschaftlichkeit.
Letzte Hohlräume, vornehmlich im Inneren, werden durch Infiltration mit Kupfer-Bronze verschlossen. So erhält man eine metallische Kopie einer nahezu beliebig wählbaren Vorlage. Ohne den Infiltrationsprozess bleibt das Teil porös und luftdurchlässig, beim Tiefziehen von Kunststoffbechern oder Blistern kann es daher direkt als Form verwendet werden. Allerdings ist hierbei auf die erhöhte Anfälligkeit für Korrosion zu achten.